# Skadoksus
Skadoksus (lat. Scadoxus), biljni rod iz porodice zvanikovki, dio je podtribusa Haemantheae. Postoji nekoliko vrsta (9) raširenih po Africi, sve su lukovičasti geofiti.

## Vrste
1. Scadoxus cinnabarinus (Decne.) Friis & Nordal
2. Scadoxus cyrtanthiflorus (C.H.Wright) Friis & Nordal
3. Scadoxus longifolius (De Wild. & T.Durand) Friis & Nordal
4. Scadoxus membranaceus (Baker) Friis & Nordal
5. Scadoxus multiflorus (Martyn) Raf.
6. Scadoxus nutans (Friis & I.Bjørnstad) Friis & Nordal
7. Scadoxus pole-evansii (Oberm.) Friis & Nordal
8. Scadoxus pseudocaulus (I.Bjørnstad & Friis) Friis & Nordal
9. Scadoxus puniceus (L.) Friis & Nordal